# 電荷共軛宇稱
物理學中，電荷共軛宇稱（英語：charge conjugate parity、或，可標為）是粒子的相乘量子數，用以描述一些粒子在電荷共軛的對稱運算下的行為。
電荷共軛改變所有量子荷（quantum charge）的正負號，這些量子荷為相加量子數，包括有電荷、重子數與輕子數，以及味荷如奇異數、魅數、底數、頂數與同位旋（I3）。相對地，電荷共軛不改變粒子的質量、線動量或自旋。

## 數學形式
考慮一運算{\displaystyle {\mathcal {C}}}可將一粒子轉變成其反粒子：
{\displaystyle {\mathcal {C}}\,|\psi \rangle =|{\bar {\psi }}\rangle }。
兩個狀態都必須是可歸一化，因此
{\displaystyle 1=\langle \psi |\psi \rangle =\langle {\bar {\psi }}|{\bar {\psi }}\rangle =\langle \psi |{\mathcal {C}}^{\dagger }{\mathcal {C}}|\psi \rangle }，
意味著{\displaystyle {\mathcal {C}}}是幺正的：
{\displaystyle {\mathcal {C}}{\mathcal {C}}^{\dagger }=\mathbf {1} }。
對此粒子進行重複兩次的{\displaystyle {\mathcal {C}}}運算，
{\displaystyle {\mathcal {C}}^{2}|\psi \rangle ={\mathcal {C}}|{\bar {\psi }}\rangle =|\psi \rangle }，
可以看出{\displaystyle {\mathcal {C}}}有如下性質：
{\displaystyle {\mathcal {C}}^{2}=\mathbf {1} }
{\displaystyle {\mathcal {C}}={\mathcal {C}}^{-1}}。
將所有性質統整可得：
{\displaystyle {\mathcal {C}}={\mathcal {C}}^{\dagger },}
意即電荷共軛算符是自伴算符，也因此是一個可觀測物理量。

### 本徵值與本徵態
電荷共軛 {\displaystyle {\mathcal {C}}} 運算的本徵態{\displaystyle |\psi \rangle }與本徵值{\displaystyle \eta _{C}}關係如下：
{\displaystyle {\mathcal {C}}\,|\psi \rangle =\eta _{C}\,|\psi \rangle }。
如同宇稱，重複{\displaystyle {\mathcal {C}}}運算兩次，則粒子狀態不變：
{\displaystyle {\mathcal {C}}^{2}|\psi \rangle =\eta _{C}{\mathcal {C}}|{\psi }\rangle =\eta _{C}^{2}|\psi \rangle =|\psi \rangle }，
使得本徵值{\displaystyle \eta _{C}}只能為{\displaystyle \pm 1}。此稱為粒子的電荷共軛宇稱。
上面的條件意味著{\displaystyle {\mathcal {C}}|\psi \rangle }與{\displaystyle |\psi \rangle }有相同的量子荷，因此只有真正中性的系統（所有量子荷與磁矩皆為零）是電荷共軛宇稱的本徵態。符合此條件的有：
- 光子
- 正反粒子約束態，如中性π介子（π0）、η介子、正電子素。

## 電荷共軛宇稱守恆的實驗驗證
- {\displaystyle \pi ^{0}\rightarrow 2\gamma }：觀測到中性π介子{\displaystyle \pi ^{0}}會衰變為雙光子γ+γ，因此我們可認定π介子有{\displaystyle \eta _{C}=(-1)^{2}=1}的性質。然而，每增加一個γ會在π介子的電荷共軛宇稱中引入一個-1的因子；衰變成3γ則會違反電荷共軛宇稱守恆。過去曾進行了此種衰變的實驗驗證[1]，其中應用到產生π介子的反應過程：{\displaystyle \pi ^{-}+p\rightarrow \pi ^{0}+n}。

- {\displaystyle \eta \rightarrow \pi ^{+}\pi ^{-}\pi ^{0}}[2]：η介子（英语：Eta meson）的衰變。

- {\displaystyle p{\bar {p}}}湮滅。[3]